# Polyalthia pingpienensis
Polyalthia pingpienensis là một loài thực vật thuộc họ Annonaceae. Loài này được P.T.Li mô tả lần đầu tiên năm 1976.

## Phân bố
Nó là loài đặc hữu Vân Nam (Trung Quốc).